# Château de la Gaudinière (Nantes)
Pour les articles homonymes, voir Château de la Gaudinière.
Le château de la Gaudinière est un château situé à Nantes, dans le quartier Breil - Barberie, en France.

## Histoire

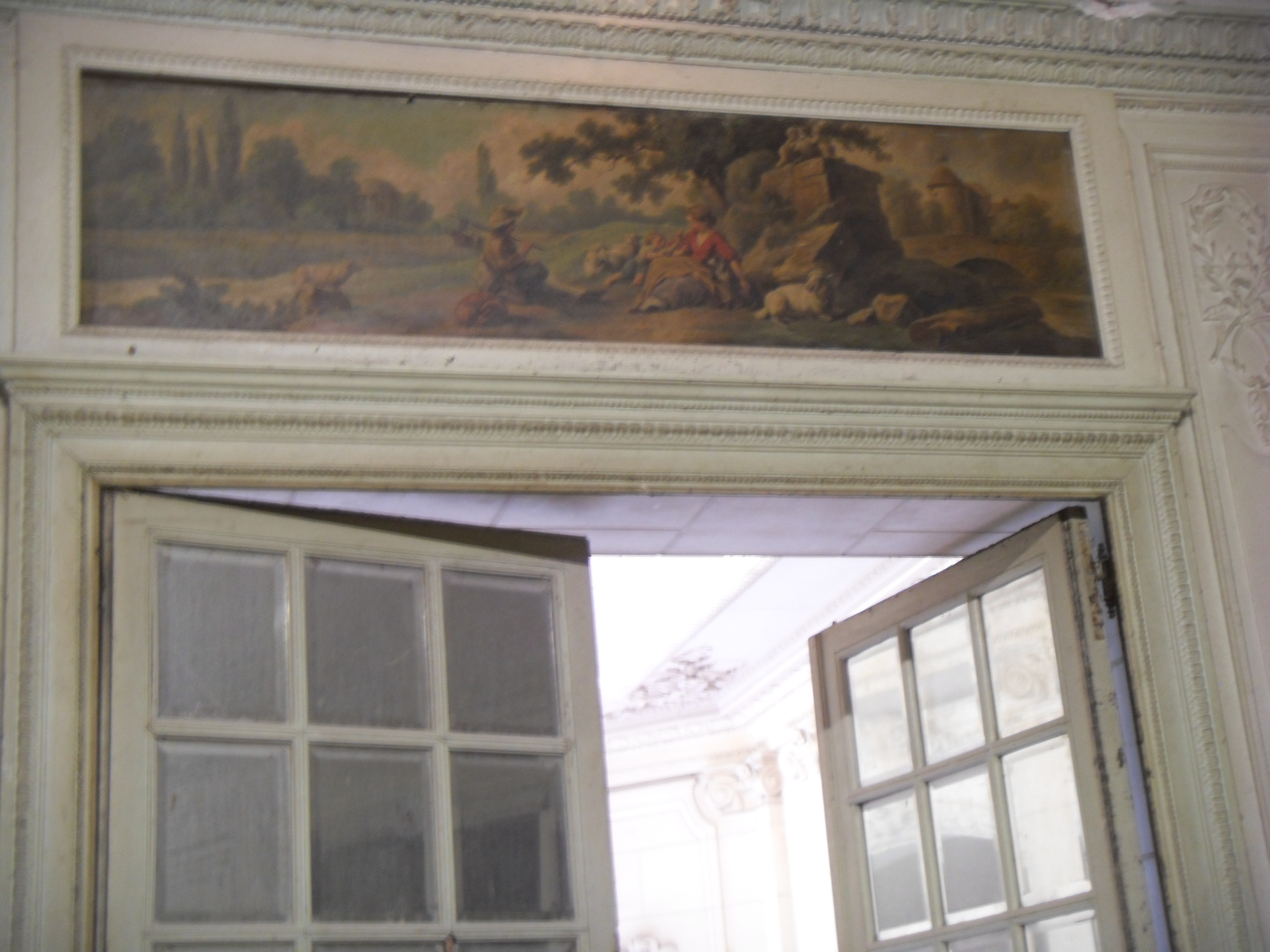
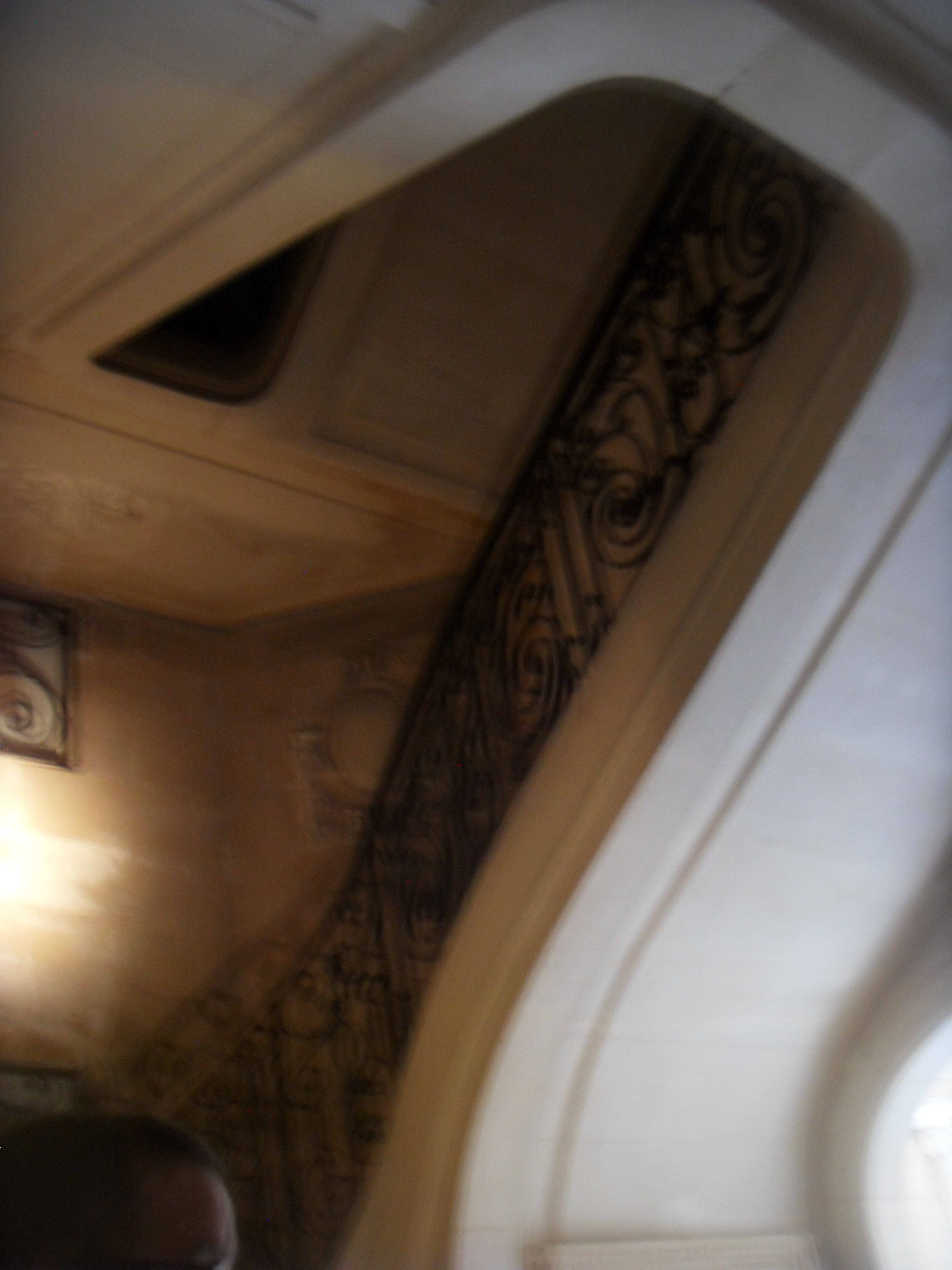
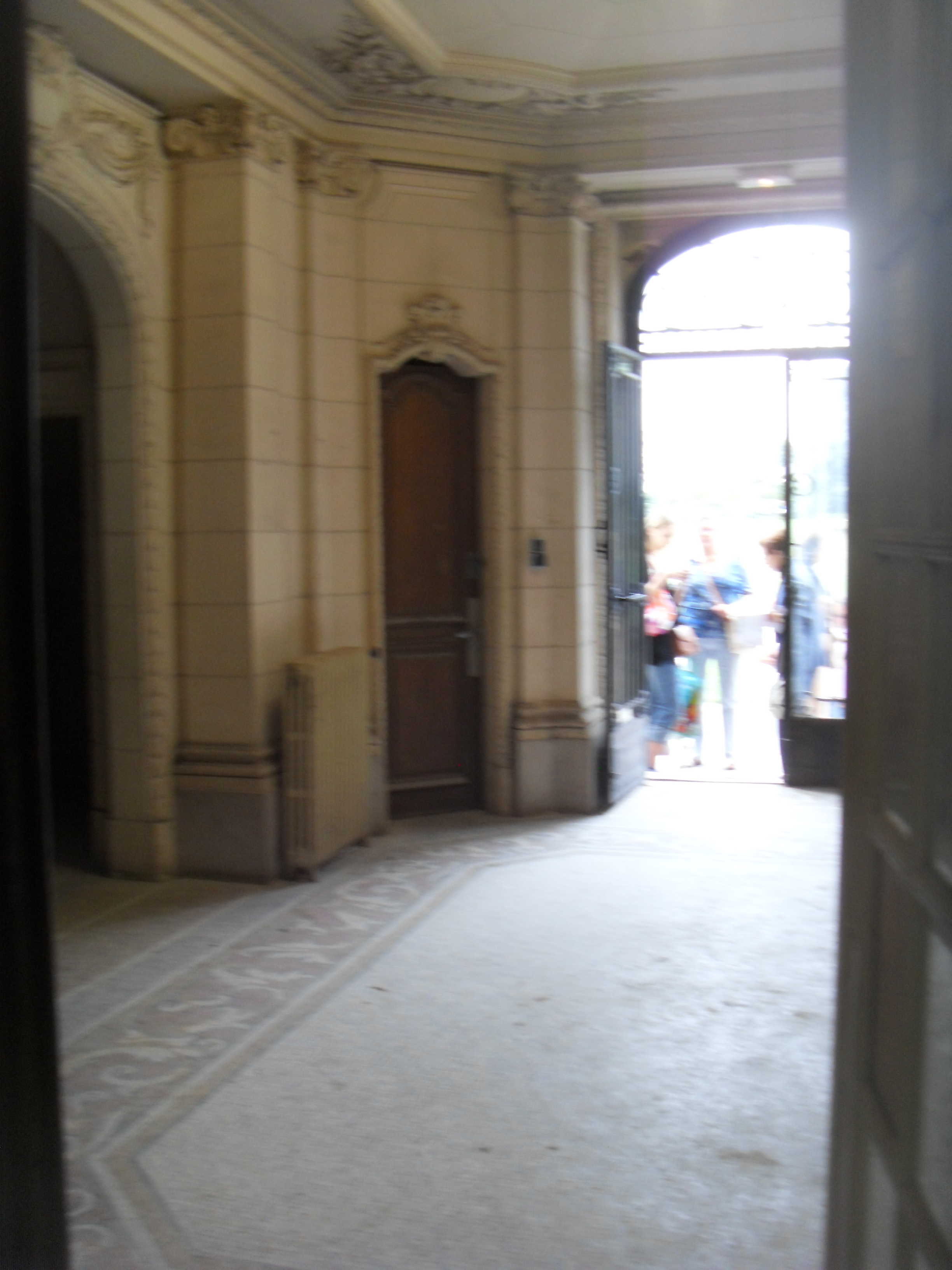
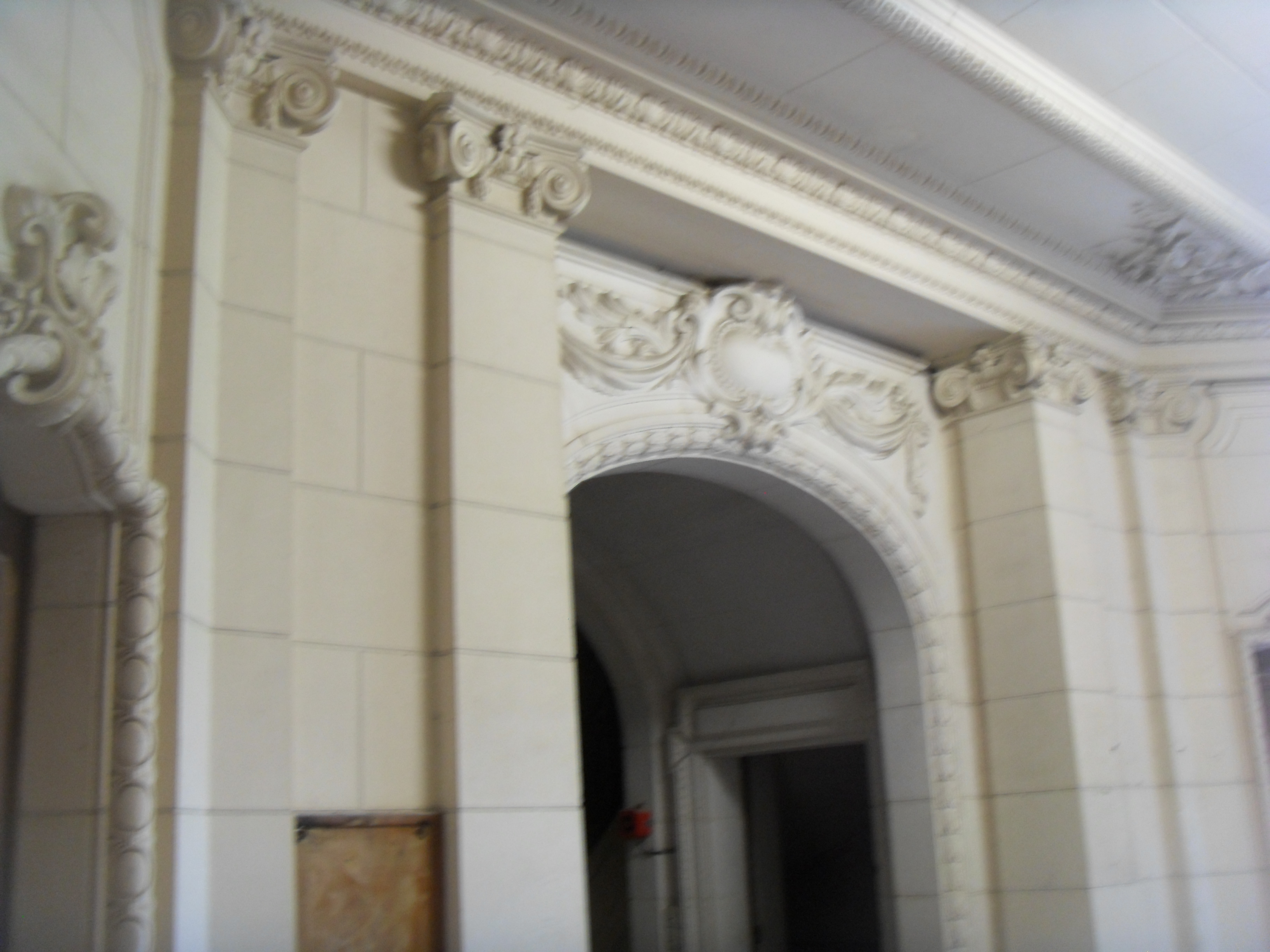

Le château de la Gaudinière fut construit au XVIIIe siècle. Avant la Révolution française, il est la propriété de Louis Chaurand, un riche armateur nantais en relation avec les Beauharnais et les Tascher de la Pagerie,.
Il devient la propriété des familles d'Aux, puis de Perrien en 1814.
Sous la Restauration, il est acquis par la famille Goüin, amis et anciens voisins des Balzac à Tours. La propriété est alors composée d'une maison d'habitation avec cour d'honneur, d'une chapelle, d'un jardin anglais avec orangerie, d'un verger avec étang et d'un bois. Elle offre un cadre agréable pour un gentleman farmer manifestant de l'intérêt pour la nouvelle mode des jardins d'agrément et pour les plantes venues d'Amérique et récemment introduites comme le magnolia et le cyprès-chauve.
En 1857, le château et son parc passe au banquier J. Brousset, parent des Goüin.

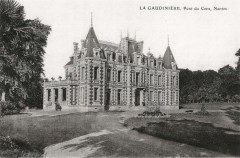
Photographie du château tel que construit par les Brousset, avant d'être remanié.

Le parc de 8 hectares connaît alors des extensions et des embellissements notables avec le concours de l'architecte-paysagiste Provost. Brousset fait également édifier par l'architecte Léon Lenoir, entre 1864 et 1873, le château actuel sur l'emplacement de la précédente demeure (le château a cependant connu de forts remaniements depuis cette période). Les briques rouges tranchent avec le blanc du tuffeau habituellement utilisé pour les folies nantaises et les grandes demeures bourgeoises des bords de l'Erdre.
C'est également en 1864 qu'est introduit et planté près du château un séquoia géant d'Amérique du Nord, dans la partie haute du parc qui atteint une superficie de 17 hectares en 1881.
En 1918, une autre famille de banquiers, les Belot, devient propriétaire du domaine, elle entreprend alors la restauration du parc avec l'aide des frères Lizé, horticulteurs-paysagistes nantais renommés. Elle revend le parc à la ville de Nantes en 1936 (dont une partie permet la création du cimetière du pont du Cens), avant de vendre le château et ses abords à la Fondation d'Auteuil en 1942.
En 1948, la Caisse régionale d'assurance maladie (CRAM) l'acquiert afin d’y créer un centre de rééducation fonctionnelle. 7 500 m2 de locaux supplémentaires sont alors construit au fil des ans. Mais situé en zone boisée, l'extension du centre est impossible, rendant ainsi son transfert inéluctable.
Finalement, la Ville de Nantes rachète le château et ses abords en 1992, et fait raser les bâtiments construit par la CRAM durant les dernières décennies afin que la bâtisse retrouve son aspect extérieur d'origine. Néanmoins, au début du XXIe siècle celle-ci reste toujours inoccupée.

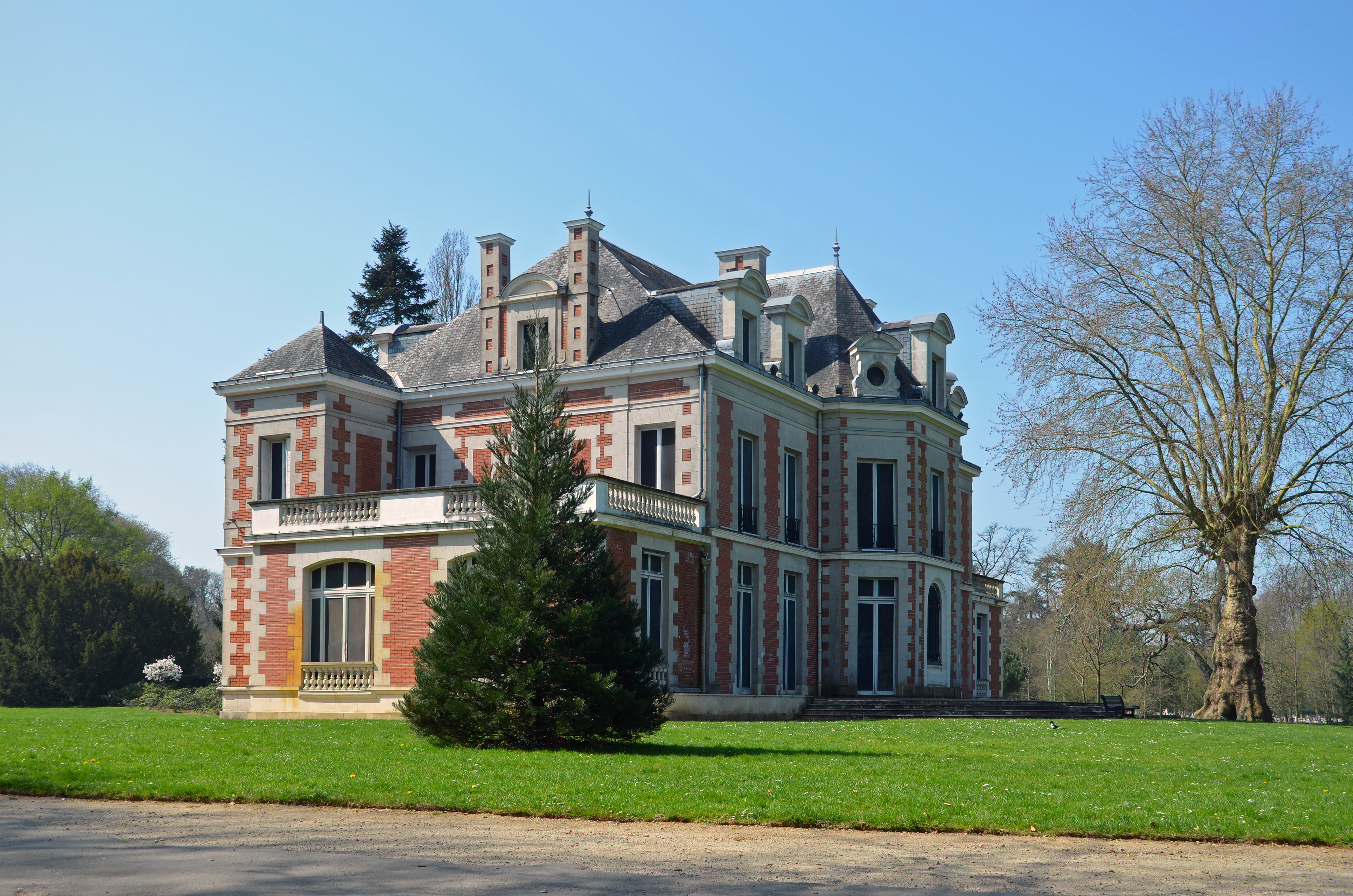
Château côté parc
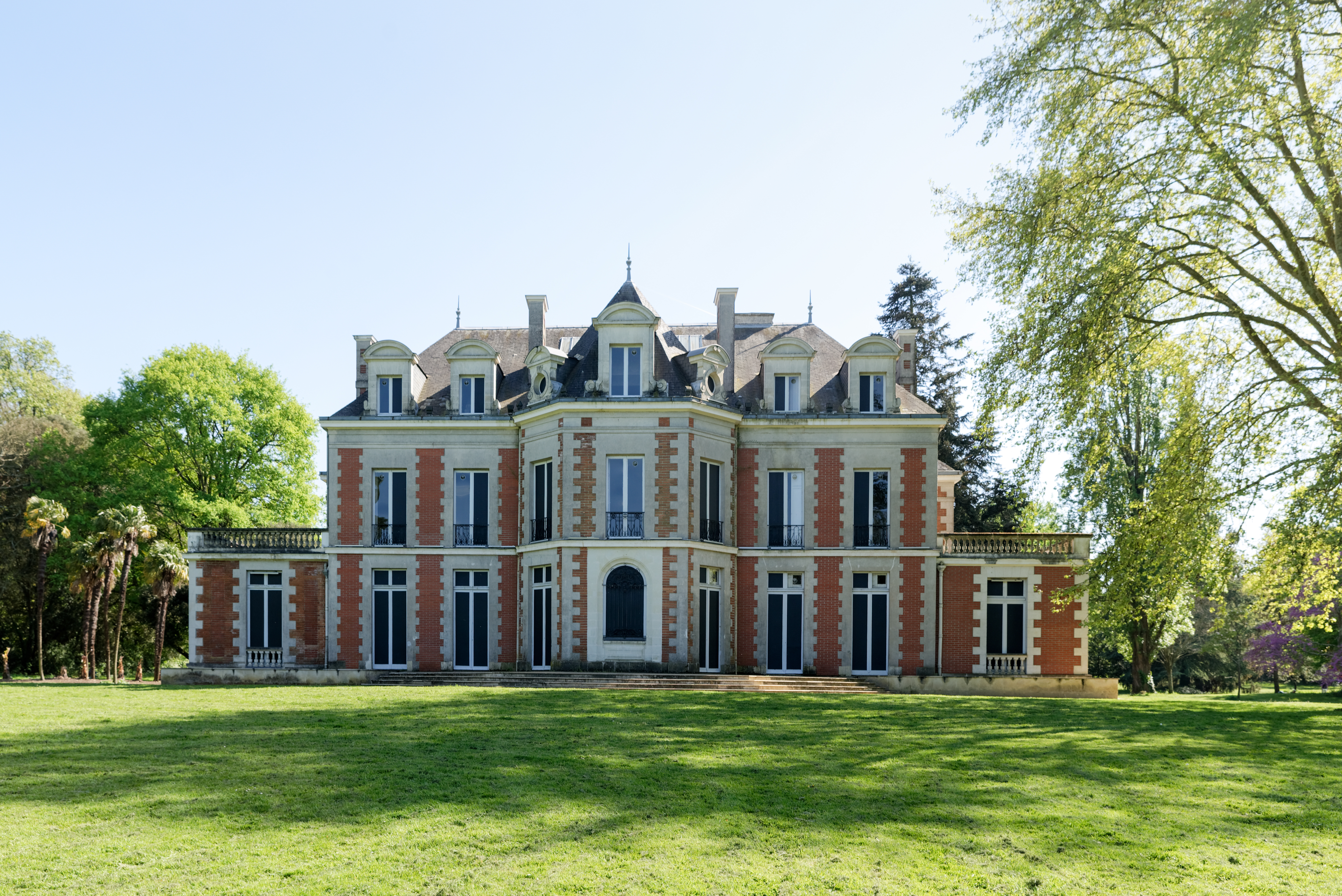
Château côté parc
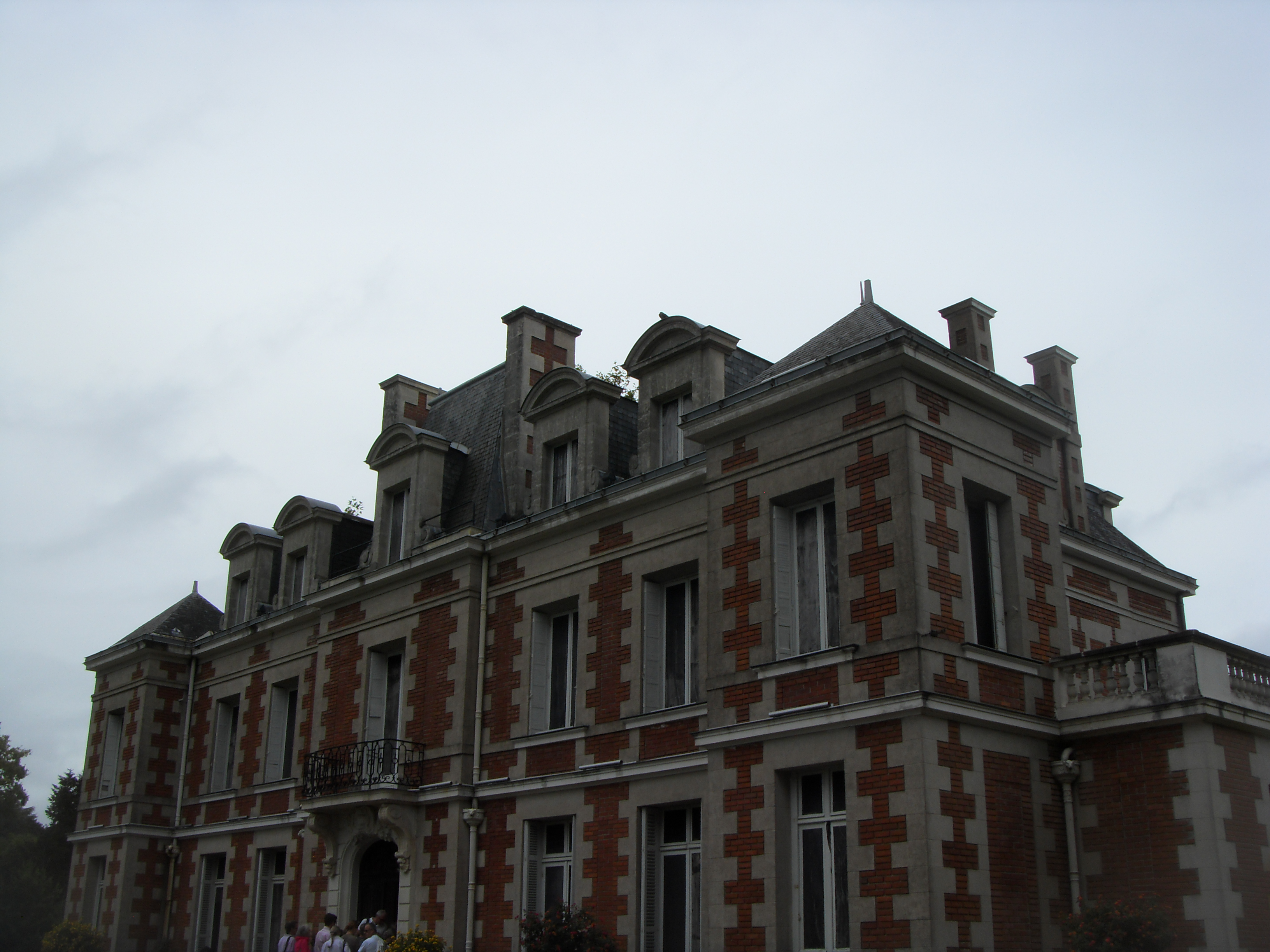
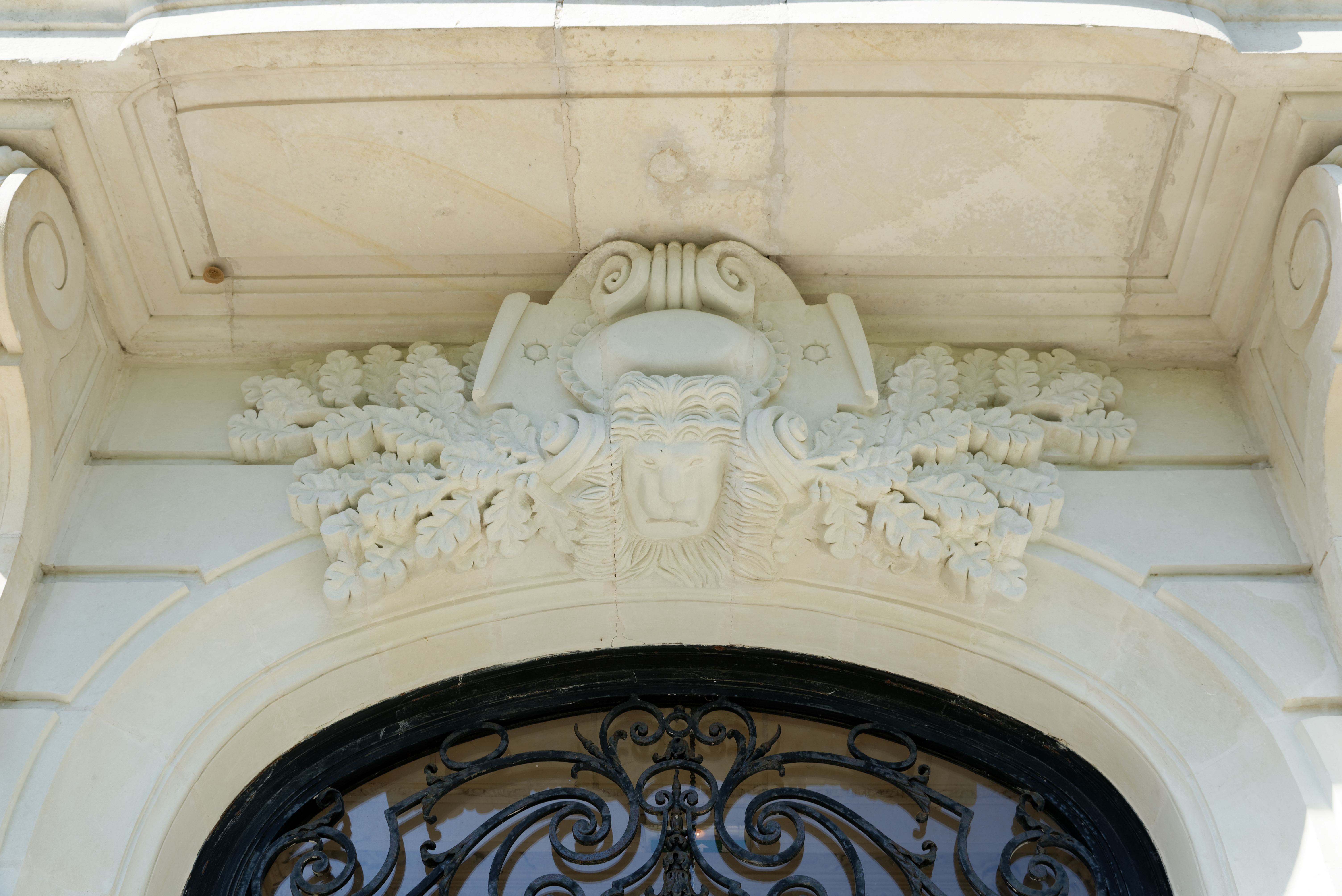

## Parc

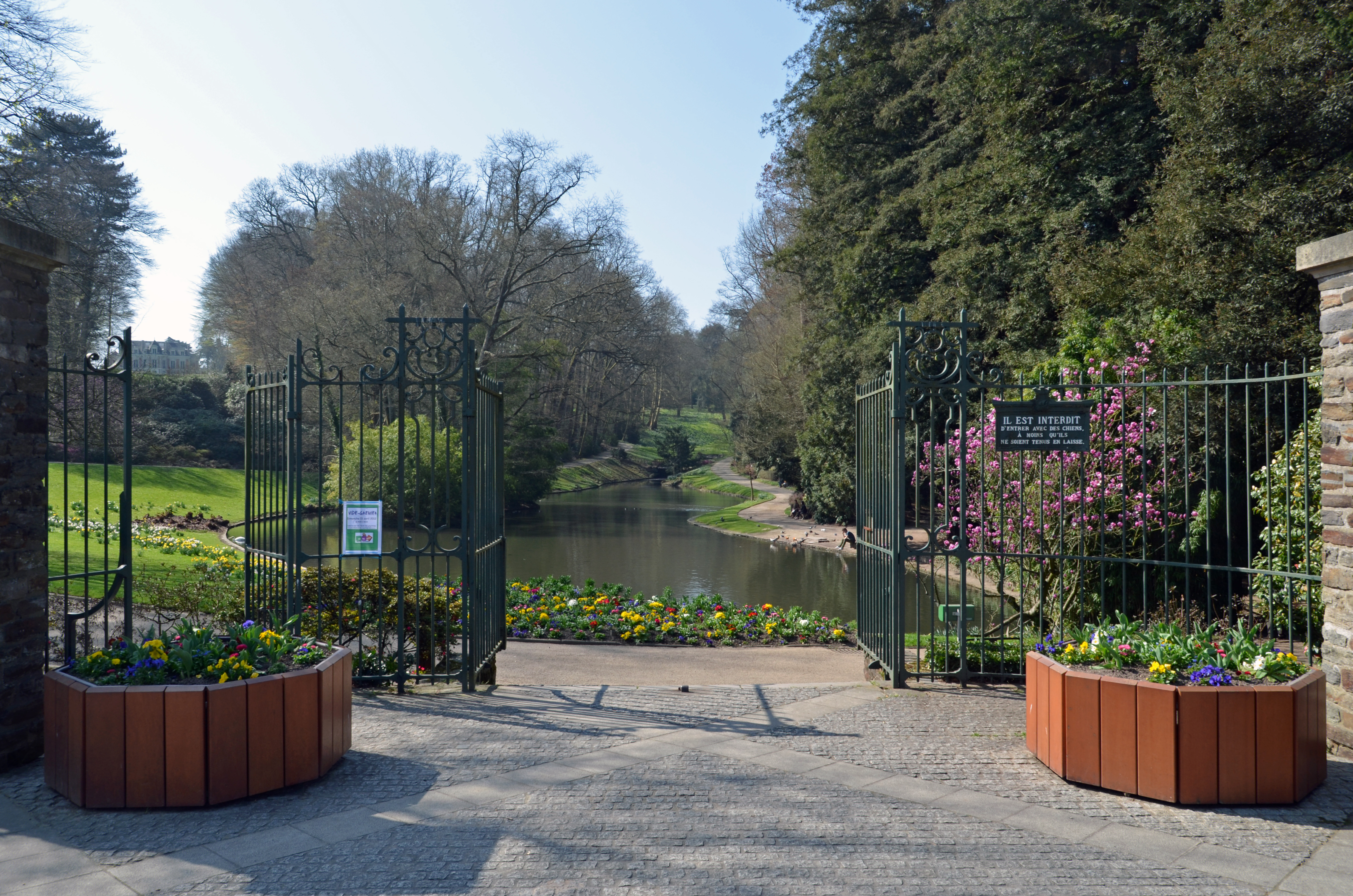
Vue du parc
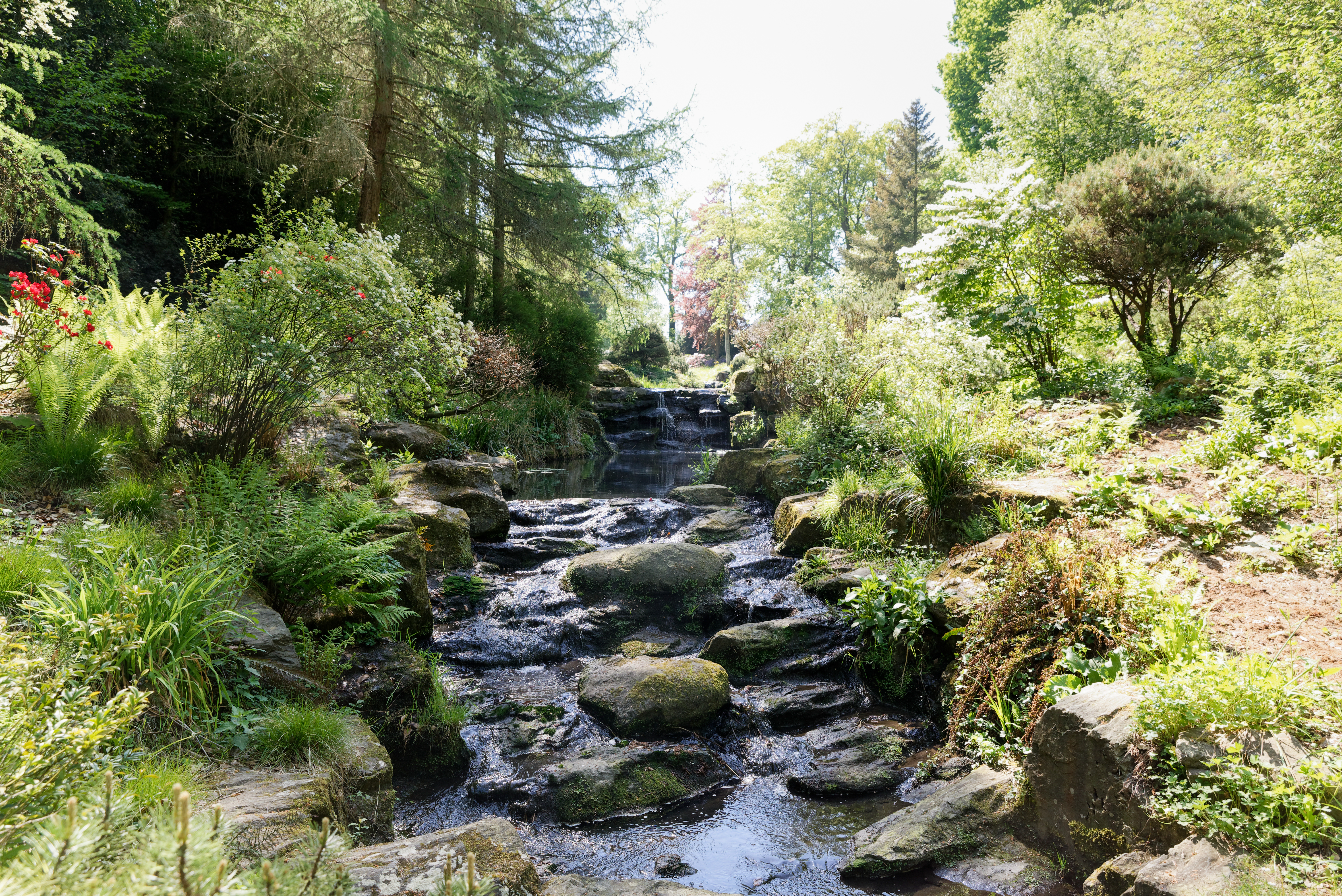

## Sources
- Loïc Abed-Denesle, « Le parc de la Gaudinière, deux siècles d'histoire », Nantes au quotidien, supplément à Nantes Passion, Nantes, mairie de Nantes, no 194,‎ avril 2009 (ISSN 1764-1128, lire en ligne)
- Jean Renaudineau, « Le parc de la Gaudinière (1) », Seve info, Nantes, service des espaces verts de la ville de Nantes, no 1505,‎ 18 août 2008 (lire en ligne)
- Jean Renaudineau, « Le parc de la Gaudinière (2) », Seve info, Nantes, service des espaces verts de la ville de Nantes, no 1506,‎ 25 août 2008 (lire en ligne)
- Jean Renaudineau, « Le parc de la Gaudinière (3) », Seve info, Nantes, service des espaces verts de la ville de Nantes, no 1505,‎ 1er septembre 2008 (lire en ligne)
- Yvan Fradet, « La Gaudinière et La Close », in:Annales de Nantes et du pays nantais, no 282, 10 décembre 2001, pp. 24-28